# Kaiserpokal 1922
Der Kaiserpokal 1922 war die zweite Ausgabe des Kaiserpokals, des höchsten japanischen Fußballpokalwettbewerbs. Sieger des Wettbewerbs waren die Nagoya Shukyudan.

## Ergebnisse

### Halbfinale
|                         | Ergebnis |            |
| ----------------------- | -------- | ---------- |
| Nagoya Shukyudan        | 2:1      | Osaka Club |
| Hiroshima Shihan School | 3:1      | Astra Club |

### Finale
|                  | Ergebnis |                         |
| ---------------- | -------- | ----------------------- |
| Nagoya Shukyudan | 1:0      | Hiroshima Shihan School |